# Parijs-Roubaix 1957
De 55ste editie van de wielerwedstrijd Parijs-Roubaix werd gereden op zondag 7 april 1957. De Belg Fred De Bruyne won na 263 kilometer met een gemiddelde snelheid van 34,73 km/h.
101 deelnemers haalden de aankomst. De Bruyne had een voorsprong van 1 min 11" op een eerste groep van 24 achtervolgers. De sprint van die groep werd gewonnen voor Rik Van Steenbergen voor Leon Vandaele. 

## Uitslag
| Plaats  | Naam                | Ploeg               | Tijd     |
| ------- | ------------------- | ------------------- | -------- |
| Winnaar | Fred De Bruyne      | Carpano-Coppi       | 7u15'19" |
| 2       | Rik Van Steenbergen | Elvé-Peugeot        | + 1' 11" |
| 3       | Leon Vandaele       | Bertin-D'Alessandro | z.t.     |
| 4       | André Darrigade     | Helyett-Potin       | z.t.     |
| 5       | Maurice Mollin      | OK-Cycle Vinke      | z.t.     |
| 6       | Raymond Impanis     | Peugeot-BP          | z.t.     |
| 7       | Serge Blusson       | Essor               | z.t.     |
| 8       | Norbert Kerckhove   | Faema-Guerra        | z.t.     |
| 9       | Joseph Groussard    | Essor               | z.t.     |
| 10      | Jacques Dupont      | Saint-Raphaël       | z.t.     |